# François Caron (homme politique)
Pour les articles homonymes, voir François Caron et Caron.
François Caron (né septembre 1766 – décédé le 12 novembre 1848) fut un agriculteur et homme politique fédéral du Bas-Canada. Il a représenté Saint-Maurice dans la Assemblée législative du Bas-Canada de 1810 à 1814. Il signait son nom François Caront.

## Biographie
Il est né à Saint-Roch-des-Aulnaies, Québec, le fils de Michel Caron et Marie-Josephte Parent. Il s'installe à Yamachiche avec ses parents en 1783. En 1791, il épouse Catherine Lamy. Caron servit comme lieutenant dans la milice pendant la guerre de 1812, par la suite il a atteint le grade de major. Il faisait partie d'un groupe de chanteurs connus comme les Chantres de Machiche. Caron ne s'est pas présenté pour la réélection à l'Assemblée en 1814. Il a été conférencier pour l'assemblée des Patriotes qui s'est tenue à Yamachiche en juillet 1837. Caron est mort à Rivière-du-Loup à l'âge de 82 ans.
Ses frères Michel et Charles ont également siégé à l'Assemblée. Son petit-fils Édouard Caron servi dans l'Assemblée du Québec.